# Duchy Inisherin
Duchy Inisherin (ang. The Banshees of Inisherin) – irlandzko-brytyjsko-amerykańska mroczna tragikomedia z 2022 roku w reżyserii Martina McDonagha, który był również autorem scenariusza. W filmie, którego akcja rozgrywa się na odległej wyspie u zachodniego wybrzeża Irlandii pod koniec irlandzkiej wojny domowej, dwaj przyjaciele, których grają Colin Farrell i Brendan Gleeson, znajdują się w impasie po tym, gdy jeden z nich niespodziewanie kończy ich znajomość, co skutkuje nieoczekiwanymi konsekwencjami dla nich obu. Farrell i Gleeson ponownie spotkali się w filmie McDonagha, poprzednio razem zagrali w jego reżyserskim debiucie Najpierw strzelaj, potem zwiedzaj (2008).
Tytuł filmu został przetłumaczony przez polskiego dystrybutora jako Duchy Inisherin, ale banshee w mitologii irlandzkiej to nie po prostu duch, ale zjawa w kobiecej postaci, najczęściej przenikliwym krzykiem zwiastująca śmierć.
Duchy Inisherin miał światową premierę 5 września 2022 na 79. Międzynarodowym Festiwalu Filmowym w Wenecji, gdzie Farrell zdobył Puchar Volpiego dla najlepszego aktora, a McDonagh nagrodę Złota Osella za najlepszy scenariusz. Premierę kinową w Irlandii, Wielkiej Brytanii i Stanach Zjednoczonych miał 21 października 2022. Film spotkał się z szerokim uznaniem krytyków, którzy chwalili reżyserię i scenariusz McDonagha, muzykę Cartera Burwella oraz występy głównej obsady.

## Nagrody
Film otrzymał dziewięć nominacji do Oscara, w tym dla najlepszego filmu, najlepszego reżysera (pierwsza nominacja McDonagha w tej kategorii), najlepszego aktora (dla Farrella), najlepszego aktora drugoplanowego (dla Gleesona i Keoghana), najlepszej aktorki drugoplanowej (dla Condon) i za najlepszy scenariusz oryginalny. Prowadził również z ośmioma nominacjami do Złotego Globu, najwięcej ze wszystkich filmów od czasu obrazu Wzgórze nadziei w 2004 roku, zdobywając trzy: najlepszy film komediowy lub musical, najlepszy aktor w filmie komediowym lub musicalu (dla Farrella) i najlepszy scenariusz. Film otrzymał dodatkowo odpowiednio dziewięć nominacji do Critics 'Choice Awards, nie zdobywając żadnej i dziesięć nominacji do nagród BAFTA, oraz pięć nominacji do nagród Gildii Aktorów Ekranowych, ustanawiając razem z Wszystko wszędzie naraz, rekord największej liczby nominacji. Został również uznany za jeden z dziesięciu najlepszych filmów 2022 roku przez National Board of Review.
Podczas 76. ceremonii wręczenia BAFTA film otrzymał nagrody w kategoriach: Najlepszy film brytyjski, Najlepszy scenariusz oryginalny (Martin McDonagh), Najlepsza aktorka drugoplanowa (Kerry Condon),  Najlepszy aktor drugoplanowy (Barry Keoghan).

## Obsada
- Colin Farrell jako Pádraic Súilleabháin
- Brendan Gleeson jako Colm Doherty
- Kerry Condon jako Siobhán Súilleabháin
- Barry Keoghan jako Dominic Kearney
- Gary Lydon jako policjant Peadar Kearney
- Pat Shortt jako Jonjo Devine
- Sheila Flitton jako pani McCormick
- Brid Ní Neachtain jako pani O’Riordana
- Jon Kenny jako Gerry
- Aaron Monaghan jako Declan
- David Pearse jako ksiądz
- Lasairfhíona Ní Chonaola jako piosenkarka

## Produkcja
W lutym 2020 roku Martin McDonagh rozpoczął pracę nad filmem w wytwórni Searchlight Pictures, razem z Brendanem Gleesonem i Colinem Farrellem, z którymi już wcześniej zrobił film Najpierw strzelaj, potem zwiedzaj. W sierpniu 2021 roku do obsady dołączyli Kerry Condon i Barry Keoghan.
Główne zdjęcia rozpoczęły się w sierpniu 2021 roku w Inishmore, po czym, pod koniec tego miesiąca, przeniosły się na wyspę Achill. Lokacje, w których kręcono film na wyspie to Cloughmore (pub JJ Devine'a), Purteen Harbor (sklep O’Riordana), Keem Bay (dom Colma Doherty’ego), Corrymore Lake (Mrs. Chata McCormicka) i kościół św. Tomasza w Dugort. Zdjęcia zakończono 23 października 2021.

## Muzyka
Oryginalną ścieżkę dźwiękową skomponował Carter Burwell, częsty współpracownik McDonagha, wcześniej nominowany do Oscara i Złotego Globu za muzykę do ich wspólnego Trzy billboardy za Ebbing, Missouri. Reżyser nie chciał, aby muzyka do filmu miała zbyt irlandzki charakter, pomimo scenerii filmu. W przypadku postaci Pádraica Burwell skomponował ścieżkę dźwiękową opartej na „muzyce dziecięcej” i „postaciach Disneya”, a także wykorzystał kompozycje o tematyce skrzypcowej dla postaci Colma. Ścieżka dźwiękowa filmu została wydana cyfrowo przez Hollywood Records 21 października 2022 wraz z filmem.

## Dystrybucja
Duchy Inisherin miał swoją światową premierę na 79. Międzynarodowym Festiwalu Filmowym w Wenecji 5 września 2022, gdzie dostał od publiczności 15-minutową owację na stojąco, najdłuższą na tegorocznym festiwalu. Był również wyświetlany na Międzynarodowym Festiwalu Filmowym w Toronto w tym samym miesiącu i był pokazywany jako film otwierający 31. Festiwal Filmowy w Filadelfii 19 października 2022. W Irlandii, Wielkiej Brytanii i Stanach Zjednoczonych premierę kinową miał 21 października 2022, w Polsce 20 stycznia 2023.
Film został wydany na VOD i udostępniony do transmisji strumieniowej w HBO Max 13 grudnia 2022, a na Blu-ray i DVD 20 grudnia 2022 przez 20th Century Studios Home Entertainment i Disney / Buena Vista.
Został wydany również na Disney+ w ramach grupy Star w wybranych regionach 14 grudnia 2022 oraz 21 grudnia 2022 w Wielkiej Brytanii i Irlandii, oraz na Disney+ Hotstar w Indiach 14 grudnia 2022 r.

## Odbiór

### Box office
W weekend otwarcia film w Stanach Zjednoczonych zarobił 184 454 USD w czterech kinach, co przy średniej na jedno 46 113 USD, czyni go drugim najbardziej dochodowym otwarciem jesieni 2022 r., po filmie Till. W następny weekend film wyświetlano w 58 kinach, zarabiając 535 170 USD, a w kolejny wyświetlany był w 895 kinach, zarabiając 2,1 miliona dolarów i zajmując siódme miejsce w box office. Te nie najlepsze wyniki przypisywano zmianie zachowań widzów wobec prestiżowych filmów w środowisku kinowym zmienionym przez pandemię COVID-19, kiedy widzowie odmawiali oglądania i wspierania kinowych tytułów na rzecz franczyzy i prostych horrorów.
Do 24 stycznia 2023 film Duchy Inisherin zarobił brutto 9,4 miliona USD w Stanach Zjednoczonych i Kanadzie oraz 19,7 miliona USD w pozostałych krajach, łącznie na świecie 29,1 miliona USD.

### Recenzje
Na stronie agregatora recenzji Rotten Tomatoes 97% z 313 recenzji krytyków jest pozytywnych, ze średnią oceną 8,7/10. Metacritic, który używa średniej ważonej, przyznał filmowi ocenę 87 na 100, na podstawie recenzji 62 krytyków, co wskazuje na „powszechne uznanie”.
Peter Bradshaw z The Guardian przyznał filmowi cztery z pięciu gwiazdek, pisząc, że „jako studium męskiej samotności i przełkniętego gniewu jest dziwnie fascynujący i często bardzo zabawny”. Todd McCarthy z Deadline Hollywood napisał, że film jest „prostą i diaboliczną opowieścią o końcu przyjaźni, najeżonym humorem i nagłymi momentami zaskakującej przemocy”, pochwalił także zdjęcia Bena Davisa i muzykę Cartera Burwella. David Ehrlich z IndieWire ocenił go na B +, pisząc, że „jego ciągły nurt humoru nadaje najbardziej palącym pytaniom opowieści odpowiednio absurdalny kontekst, który przemawia do absurdów wszelkiego istnienia”. Nazwał to także najlepszym filmem McDonagha od czasów Najpierw strzelaj, potem zwiedzaj.
Matthew Creith z Screen Rant zauważył, że „demonstracja metaforycznych aspektów obywatelskiego nieposłuszeństwa i wewnętrznego protestu między grupą jednostek jest niezwykle przezabawna”. Kyle Buchanan z The New York Times napisał: „Film został entuzjastycznie przyjęty w Wenecji, zdobywając długie owacje na stojąco i entuzjastyczne recenzje”. W recenzji dla Variety Guy Lodge napisał: „To, co zaczyna się jako żałosna, anegdotyczna narracja, staje się czymś bliższym mitu w swojej wściekłości i rezonansie: McDonagh od dawna skupiał się na najbardziej instynktownych, mściwych skrajnościach ludzkich zachowań, ale nigdy nie ukształtował czegoś tak boleśnie załamanego z powodu tej fascynacji”.
David Rooney z The Hollywood Reporter nazwał ten film „przemyślanym utworem zespołowym, który umiejętnie równoważy tragikomizm z makabrą, zamieszkując terytorium sąsiadujące z twórczością sceniczną McDonagha, a jednocześnie niezwykle kinowy”. Robbie Collin z The Telegraph przyznał mu 5/5 gwiazdek i opisał go jako „często przerażająco zabawny film, którego komiksowy dialog jest olśniewająco zaprojektowany i wykonany”.
Barbara Hollender w Rzeczpospolitej chwali film i reżysera, pisząc: „To niebywałe, jak McDonagh – bez wartkiej akcji – potrafi utrzymać napięcie. Jak precyzyjnie buduje atmosferę, wsłuchuje się w ciszę, konstruuje znakomite, często pełne ironii dialogi, opowiada o tym, co w człowieku tkwi najgłębiej”, a Bartosz Czartoryski w recenzji na Onet film przewiduje, że „brak kolejnego Oscara na koncie Martina McDonagha będzie i zaskoczeniem, i rozczarowaniem. Bo choć mamy dopiero styczeń, to "Duchy z Inisherin" już teraz są poważnym kandydatem do filmu roku”.
A z drugiej strony Mark Feeney, piszący dla The Boston Globe, wydał niezbyt entuzjastyczną opinię, opisując film jako „opowiadanie próbujące być powieścią” i nazywając metaforę irlandzkiej wojny domowej „okropnie niezdarną”.